# Dienten am Hochkönig
Dienten am Hochkönig est une commune autrichienne du district de Zell am See dans le Land de Salzbourg.

## Géographie

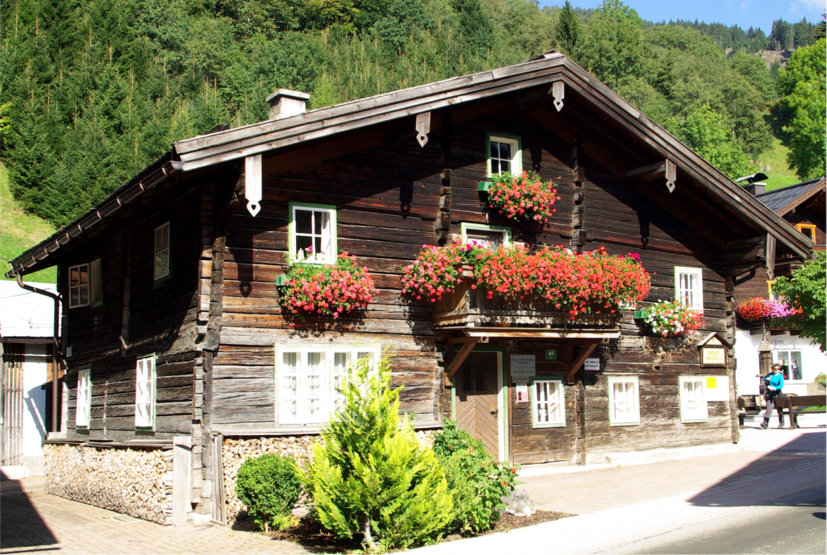
Ancien maison communale.

La commune se situe au pied sud du Hochkœnig, un massif des Alpes de Berchtesgaden.

## Histoire
En 963, première mention écrite du lieu, Dienten prendrait ses racines dans les noms d'origine celte Tuenta ou Tuontina. Pendant des siècles, le domaine faisait partie de l'archevêché de Salzbourg. Une mine de fer y exista du haut moyen-âge jusqu'à 1864.
L'église gothique, dédiée à saint Nicolas, fut évoquée pour la première fois en 1410. 
1. ↑  « Einwohnerzahl 1.1.2018 nach Gemeinden mit Status, Gebietsstand 1.1.2018 », Statistik Austria (en) (consulté le 9 mars 2019)